# Нидерланды на зимних Паралимпийских играх 2018
Нидерланды на зимних Паралимпийских играх 2018 года были представлены девятью спортсменами в двух видах спорта. С результатом в семь медалей выступление паралимпийской команды Нидерландов стало самым успешным с момента первого участия в 1984 году. Паралимпийский комитет Нидерландов отмечал тот факт, что несмотря на отсутствие в стране гор — спортсмены смогли составить конкуренцию соперникам и завоевать медали. В дальнейшем комитет намерен привлечь больше инвестиций и спонсоров в команду, чтобы спортсмены имели возможность подготовиться ещё лучше к следующим играм. В общекомандном зачёте Нидерланды заняли десятое место.

## Состав делегации
Вместе с командой Паралимпийские игры посетила — Маргарита Франциска, принцесса Нидерландская. Она является почётным членом Совета Международного Паралимпийского комитета. Маргарита Франциска присутствовала на церемонии открытия игр, посещала выступления спортсменов в горнолыжном спорте и сноуборде, а также прочих видах спорта, участвовала в награждении победителей и празднованиях в Олимпийской деревне, проводила встречи со спортсменами и тренерами. Официальный её визит длился в период с 9 по 13 марта.
Руководитель спортивной делегации Нидерландов была назначена — Эстер Вергер. Эта голландская теннисистка-колясочница известна своими многочисленными победами на разного вида соревнованиях, где среди прочего она: семикратная чемпионка Паралимпийских игр; сорокадвухкратная победительница турниров Большого шлема в женском одиночном и парном разрядах на инвалидных колясках; двадцатидвухкратная победительница итогового турнира по теннису на инвалидных колясках и т. д. С момента завершения карьеры в 2013 году Вергер впервые посетила Паралимпийские игры не в качестве участника.
Изначально, десятым спортсменом в составе сборной была заявлена — Эни ван Эгмонд. Двадцатилетняя пара-сноубордистка прошла квалификационный отбор, но в последний момент Паралимпийский комитет Нидерландов не получил дополнительную квоту. Тем не менее её взяли в качестве наблюдателя.

### Спортсмены
Национальный паралимпийский комитет Нидерландов 6 февраля 2018 года официально объявил имена девяти спортсменов, которые будут представлять страну на зимних Паралимпийских играх 2018 года. Ими стали:
Ерун Кампсхрёр — пара-горнолыжник с врождённым отсутствием берцовой кости, что привело к ампутации обеих ног выше колена в возрасте одного года. На момент участия в зимних Паралимпийских играх 2018 года Камсхрёр является первым спортсменом с инвалидностью из Нидерландов, который стал чемпионом мира по пара-горнолыжному спорту на соревнованиях в Тревизо 2017 года. Помимо вышеуказанной награды в активе Еруна восемь медалей разного достоинства добытых на Кубке мира по пара-горнолыжному спорту.
Анна Йохемсен — пара-горнолыжница с врождённым отсутствием правой ноги, что стало следствием автомобильной аварии, в которую попала её мать, будучи беременной. Многократная призёр Кубка мира и Европы по пара-горнолыжному спорту.
Джеффри Стют — пара-горнолыжник, который при рождении перенёс внутримозговое кровоизлияние, что повлекло за собой — церебральный паралич. Эти последствия сказались на работоспособности левой стороны организма. Двукратный призёр чемпионата мира пара-горнолыжному спорту. Дебютировал на зимних Паралимпийских играх 2018 года.
Линда ван Импелен — пара-горнолыжница, которая в 2009 году после автомобильной аварии получила параплегию — паралич обеих нижних конечностей. Будучи включённой в состав паралимпийской сборной Нидерландов ван Импелен не имела в своём активе каких-либо медалей чемпионата или кубка мира по пара-горнолыжному спорту.
Нильс де Ланген — пара-горнолыжник, который потерял обе ноги вследствие заболеваний. В одиннадцатимесячном возрасте он перенёс менингококковую инфекцию, что повлекло за собой осложнения и ампутацию правой ноги выше колена. В 2013 году он сильно повредил левую ногу, что в конечном итоге привело к её ампутации выше колена в 2015 году. Перед отбором в паралимпийскую сборную Нидерландов в активе де Лангена была одна бронзовая медаль, которую он заработал на чемпионате мира по пара-горнолыжному спорту 2017 года в Тревизо (слалом-сидя).
Лиза Бюнсхотен — пара-сноубордистка с врождённым синдромом «Fibular hemimelia». Из-за этого заболевания её левая нога была значительно короче правой и медленнее росла. В шестнадцатилетнем возрасте приняла решение об ампутации левой ноги, которая была заменена протезом. Несмотря на это, Бюнсхотен трижды занимала призовые места на чемпионате мира по пара-сноуборду и трижды на Кубке мира по пара-сноуборду.
Бибиан Ментель — пара-сноубордистка, которая вследствие обнаружения раковой опухоли перенесла ампутацию правой ноги выше колена в 2002 году. Дебютировала на Зимних Паралимпийских играх 2014 года, где выиграла золото по сноуборд-кроссу в категории «стоя». Таким образом она стала не только первым паралимпийским спортсменом из Нидерландов, что выиграл золото в этом спорте, но и первой победительницей в данной категории в истории Паралимпийских игр — до этого сноубординг в программу соревнований не входил. Ментель многократный призёр чемпионата мира по пара-сноуборду и Кубка мира по пара-сноуборду. До последнего момента не было уверенности, что Бибиан сможет принять участие в зимних Паралимпийских играх 2018 года. Причиной этому стало обнаружение врачами раковой опухоли в шее, пищеводе и рёбрах вследствие чего она провела практически весь 2017 год на радиационном облучении и операциях, последняя из которых была проведена в январе 2018 года.
Ренске ван Бек — пара-сноубордистка, которая в возрасте 10 лет перенесла ишемический инсульт, что повлёк за собой паралич левой стороны тела. В пятнадцатилетнем возрасте её сбил грузовой автомобиль, когда она ехала на велосипеде в школу. В результате этой аварии связки на левой ноге были полностью повреждены и реабилитация растянулась на многие годы. Ишемический инсульт и травма вызвали у ван Бек расстройство координации, рассеянность внимания и проблемы с левой рукой и ногой. Невзирая на это она Ренске успешно выступает на разного рода соревнованиях и перед поездкой на зимние Паралимпийские игры 2018 года в её активе было три медали Кубка мира по пара-сноуборду.
Крис Вос — пара-сноубордист, который в 2003 году получил травму правой ноги и бедра, что повлекло за собой паралич мышечных связок. На данный момент, чтобы не передвигаться в инвалидной коляске Вос использует ортез. Многократный призёр чемпионата и Кубка мира по пара-сноуборду.

## Результаты

### Горнолыжная комбинация

#### Мужчины
| Соревнование           | Класс | Спортсмены      | Скоростной спуск/ 1 спуск | Скоростной спуск/ 1 спуск | Слалом/ 2 спуск | Слалом/ 2 спуск | Всего   | Место |
| Соревнование           | Класс | Спортсмены      | Время                     | Место                     | Время           | Место           | Всего   | Место |
| ---------------------- | ----- | --------------- | ------------------------- | ------------------------- | --------------- | --------------- | ------- | ----- |
| Горнолыжная комбинация | Сидя  | Ерун Капмсхрёр  | 1:25.55                   | 3                         | 46.04           | 1               | 2:11.59 | 1     |
| Горнолыжная комбинация | Сидя  | Нильс де Ланген | 1:29.47                   | 11                        | 48.87           | 4               | 2:18.34 | 8     |
| Горнолыжная комбинация | Стоя  | Джеффри Стют    | 1:30.06                   | 12                        | DNF             | DNF             | —       | —     |

#### Женщины
| Соревнование           | Класс | Спортсмены        | Скоростной спуск/ 1 спуск | Скоростной спуск/ 1 спуск | Слалом/ 2 спуск | Слалом/ 2 спуск | Всего | Место |
| Соревнование           | Класс | Спортсмены        | Время                     | Место                     | Время           | Место           | Всего | Место |
| ---------------------- | ----- | ----------------- | ------------------------- | ------------------------- | --------------- | --------------- | ----- | ----- |
| Горнолыжная комбинация | Сидя  | Линда ван Импелен | 1:39.08                   | 7                         | DSQ             | DSQ             | —     | —     |
| Горнолыжная комбинация | Стоя  | Анна Йохемсен     | 1:37.47                   | 5                         | DNF             | DNF             | —     | —     |

### Скоростной спуск

#### Мужчины
| Соревнование     | Класс | Спортсмены      | 1 спуск | 2 спуск | 3 спуск | Всего   | Отставание | Очки   | Место |
| Соревнование     | Класс | Спортсмены      | Время   | Время   | Время   | Всего   | Отставание | Очки   | Место |
| ---------------- | ----- | --------------- | ------- | ------- | ------- | ------- | ---------- | ------ | ----- |
| Скоростной спуск | Сидя  | Ерун Капмсхрёр  | DNF     | DNF     | DNF     | —       | —          | —      | —     |
| Скоростной спуск | Сидя  | Нильс де Ланген | 16.11   | 41.00   | 54.46   | 1:31.40 | +7.29      | 115.27 | 14    |
| Скоростной спуск | Стоя  | Джеффри Стют    | 16.28   | 42.27   | 56.04   | 1:33.14 | +7.69      | 119.69 | 19    |

#### Женщины
| Соревнование     | Класс | Спортсмены    | 1 спуск | 2 спуск | 3 спуск | Всего | Отставание | Очки | Место |
| Соревнование     | Класс | Спортсмены    | Время   | Время   | Время   | Всего | Отставание | Очки | Место |
| ---------------- | ----- | ------------- | ------- | ------- | ------- | ----- | ---------- | ---- | ----- |
| Скоростной спуск | Стоя  | Анна Йохемсен | DNF     | DNF     | DNF     | —     | —          | —    | —     |

### Супергигант

#### Мужчины
| Соревнование | Класс | Спортсмены      | 1 спуск | 1 спуск | 2 спуск | 2 спуск | 3 спуск | 3 спуск | Всего   | Отставание | Место |
| Соревнование | Класс | Спортсмены      | Время   | Место   | Время   | Место   | Время   | Место   | Всего   | Отставание | Место |
| ------------ | ----- | --------------- | ------- | ------- | ------- | ------- | ------- | ------- | ------- | ---------- | ----- |
| Супергигант  | Сидя  | Ерун Капмсхрёр  | 5.44    | 13      | 32.11   | 3       | 49.02   | 6       | 1:27.63 | +1.80      | 7     |
| Супергигант  | Сидя  | Нильс де Ланген | 5.47    | 15      | 32.96   | 14      | 49.92   | 15      | 1:29.85 | +4.02      | 14    |
| Супергигант  | Стоя  | Джеффри Стют    | 5.50    | 10      | 33.66   | 12      | 50.41   | 14      | 1:31.08 | +6.25      | 16    |

#### Женщины
| Соревнование | Класс | Спортсмены        | 1 спуск | 1 спуск | 2 спуск | 2 спуск | 3 спуск | 3 спуск | Всего   | Отставание | Место |
| Соревнование | Класс | Спортсмены        | Время   | Место   | Время   | Место   | Время   | Место   | Всего   | Отставание | Место |
| ------------ | ----- | ----------------- | ------- | ------- | ------- | ------- | ------- | ------- | ------- | ---------- | ----- |
| Супергигант  | Сидя  | Линда ван Импелен | 5.59    | 4       | 38.32   | 7       | 55.94   | 7       | 1:42.83 | +8.07      | 7     |
| Супергигант  | Стоя  | Анна Йохемсен     | 5.71    | 2       | 36.61   | 7       | 55.64   | 7       | 1:39.90 | +7.07      | 6     |

### Гигантский слалом

#### Мужчин
| Соревнование      | Класс | Спортсмены      | 1 спуск | 1 спуск | 2 спуск | 2 спуск | Всего   | Отставание | Место |
| Соревнование      | Класс | Спортсмены      | Время   | Место   | Время   | Место   | Всего   | Отставание | Место |
| ----------------- | ----- | --------------- | ------- | ------- | ------- | ------- | ------- | ---------- | ----- |
| Гигантский слалом | Стоя  | Джеффри Стют    | 1:29.47 | 14      | 1:56.92 | 14      | 2:21.17 | +8.70      | 12    |
| Гигантский слалом | Сидя  | Нильс де Ланген | DNF     | DNF     | DNF     | DNF     | DNF     | DNF        | 73    |

#### Женщины
| Соревнование      | Класс | Спортсмены        | 1 спуск | 1 спуск | 2 спуск | 2 спуск | Всего   | Отставание | Место |
| Соревнование      | Класс | Спортсмены        | Время   | Место   | Время   | Место   | Всего   | Отставание | Место |
| ----------------- | ----- | ----------------- | ------- | ------- | ------- | ------- | ------- | ---------- | ----- |
| Гигантский слалом | Сидя  | Линда ван Импелен | 1:34.44 | 2       | 2:03.09 | 2       | 2:29.24 | +2.71      | 2     |

### Слалом

#### Мужчины
| Соревнование | Класс | Спортсмены     | 1 спуск | 1 спуск | 2 спуск | 2 спуск | Всего | Отставание | Место |
| Соревнование | Класс | Спортсмены     | Время   | Место   | Время   | Место   | Всего | Отставание | Место |
| ------------ | ----- | -------------- | ------- | ------- | ------- | ------- | ----- | ---------- | ----- |
| Слалом       | Стоя  | Джеффри Стют   |         |         |         |         | DNF   | DNF        | DNF   |
| Слалом       | Сидя  | Ерун Капмсхрёр | 48.40   |         | DNF     |         | DNF   | DNF        | DNF   |

#### Женщины
| Соревнование | Класс | Спортсмены        | 1 спуск | 1 спуск | 2 спуск | 2 спуск | Всего   | Отставание | Место |
| Соревнование | Класс | Спортсмены        | Время   | Место   | Время   | Место   | Всего   | Отставание | Место |
| ------------ | ----- | ----------------- | ------- | ------- | ------- | ------- | ------- | ---------- | ----- |
| Слалом       | Сидя  | Линда ван Импелен | 1:26.12 |         | 1:49.81 |         | 2:07.04 |            | DSQ   |
| Слалом       | Стоя  | Анна Йохемсен     | 1:24.19 | 7       | 1:46.34 | 7       | 2:03.84 | +8.38      | 7     |

### Слалом

#### Мужчины
| Соревнование | Класс  | Спортсмены | 1 спуск | 1 спуск | 2 спуск | 2 спуск | 3 спуск | 3 спуск | Отставание | Очки   | Место |
| Соревнование | Класс  | Спортсмены | Время   | Место   | Время   | Место   | Время   | Место   | Отставание | Очки   | Место |
| ------------ | ------ | ---------- | ------- | ------- | ------- | ------- | ------- | ------- | ---------- | ------ | ----- |
| Слалом       | SB-LL1 | Крис Вос   | 59.24   | 4       | 54.28   | 3       | DNF     | —       | +2.38      | 500.00 | 4     |

#### Женщины
| Соревнование | Класс  | Спортсмены     | 1 спуск | 1 спуск | 2 спуск | 2 спуск | 3 спуск | 3 спуск | Отставание | Очки    | Место |
| Соревнование | Класс  | Спортсмены     | Время   | Место   | Время   | Место   | Время   | Место   | Отставание | Очки    | Место |
| ------------ | ------ | -------------- | ------- | ------- | ------- | ------- | ------- | ------- | ---------- | ------- | ----- |
| Слалом       | SB-LL2 | Бибиан Ментель | 1:02.25 | 1       | 1:00.42 | 2       | 56.94   | 1       | —          | 1000.00 | 1     |
| Слалом       | SB-LL2 | Лиза Бюнсхотен | 1:04.18 | 2       | 1:00.04 | 1       | 1:01.40 | 3       | +3.10      | 600.00  | 3     |
| Слалом       | SB-LL2 | Ренске ван Бек | 1:16.85 | 6       | 1:04.14 | 4       | 1:02.21 | 4       | +5.27      | 500.00  | 4     |

### Сноуборд-кросс

#### Мужчины
| Соревнование   | Класс  | Спортсмены | 1 спуск | 1 спуск | Отставание | Место |
| Соревнование   | Класс  | Спортсмены | Время   | Место   | Отставание | Место |
| -------------- | ------ | ---------- | ------- | ------- | ---------- | ----- |
| Сноуборд-кросс | SB-LL1 | Крис Вос   | 1:03.13 | 2       | +2.40      | 2     |

#### Женщины
| Соревнование  | Класс  | Спортсмены     | 1 спуск | 1 спуск | Отставание | Очки    | Место |
| Соревнование  | Класс  | Спортсмены     | Время   | Место   | Отставание | Очки    | Место |
| ------------- | ------ | -------------- | ------- | ------- | ---------- | ------- | ----- |
| Сноубор-кросс | SB-LL2 | Бибиан Ментель | 1:07.51 | 1       | —          | 1000.00 | 1     |
| Сноубор-кросс | SB-LL2 | Лиза Бюнсхотен | 1:13.59 | 2       | +6.08      | 800.00  | 2     |
| Сноубор-кросс | SB-LL2 | Ренске ван Бек | 1:14.57 | 4       | +7.06      | 500.00  | 4     |

## Медалисты
| Место | Спортсмен         | Соревнование           | Класс                       | Дата          | Соперники                                  |
| ----- | ----------------- | ---------------------- | --------------------------- | ------------- | ------------------------------------------ |
| 1     | Бибиан Ментель    | Пара-сноуборд          | Сноуборд-кросс, SB-LL2 (ж)  | 12 марта 2018 | - Лиза Бюнсхотен (); - Астрид Фина ()      |
| 1     | Ерун Кампсхрёр    | Пара-горнолыжный спорт | Суперкомбинация, сидя (м)   | 13 марта 2018 | - Фредерик Франсуа (); - Яспер Педерсен () |
| 1     | Бибиан Ментель    | Пара-сноуборд          | Слалом, SB-LL2 (ж)          | 16 марта 2018 | - Бриттани Кори(); - Лиза Бюнсхотен ()     |
| 2     | Лиза Бюнсхотен    | Пара-сноуборд          | Сноуборд-кросс, SB-LL2 (ж)  | 12 марта 2018 | - Бибиан Ментель (); - Астрид Фина ()      |
| 2     | Крис Вос          | Пара-сноуборд          | Сноуборд-кросс, SB-LL1 (м)  | 12 марта 2018 | - Майк Шульц(); - Ной Эллиотт ()           |
| 2     | Линда ван Импелен | Пара-горнолыжный спорт | Гигантский слалом, сидя (ж) | 14 марта 2018 | - Момока Мураока(); - Клаудия Лёш ()       |
| 3     | Лиза Бюнсхотен    | Пара-сноуборд          | Слалом, SB-LL2 (ж)          | 16 марта 2018 | - Бибиан Ментель (); - Бриттани Кори()     |

## После игр
Двумя золотыми медалями завершила свои выступления Бибиан Ментель и, таким образом, защитила свой титул, который получила на предыдущих играх в Сочи. Вместе с тем, право нести флаг страны на церемонии закрытия досталось не ей. Знаменосцем Эстер Вергер назначила Еруна Кампсхрёра. С семью медалями в своём активе Нидерланды заняли десятое место в общем медальном зачёте.
В четыре утра 20 марта 2018 года самолёт со спортсменами приземлился в аэропорту Схипхол. До выхода в зал, после таможенной проверки, первыми их поздравили сотрудники аэропорта, а также прибывший генеральный директор компании KLM — Бут Крейкен (нидерл. Boet Kreiken). После этого команду встречали представители прессы, фанаты, а также родные и близкие.
Ерун Камсхрёр, за спортивные заслуги, а также золотую медаль зимних Паралимпийских игр был награждён — Орденом Оранских-Нассау (офицерская степень). Награду вручил министр здравоохранения, социального обеспечения и спорта Нидерландов — Бруно Брюйс Церемония прошла 23 марта 2018 года на территории Гроте-Керк в Гааге с приёмом у короля и королевы Нидерландов. Поскольку Бибиан Ментель уже была удостоена этого ордена за золотую медаль зимних Паралимпийских игр 2014 года, её новые достижения были отмечены бронзовой наградной статуэткой «De Chapeau».